# エミリア・ファン・ナッサウ

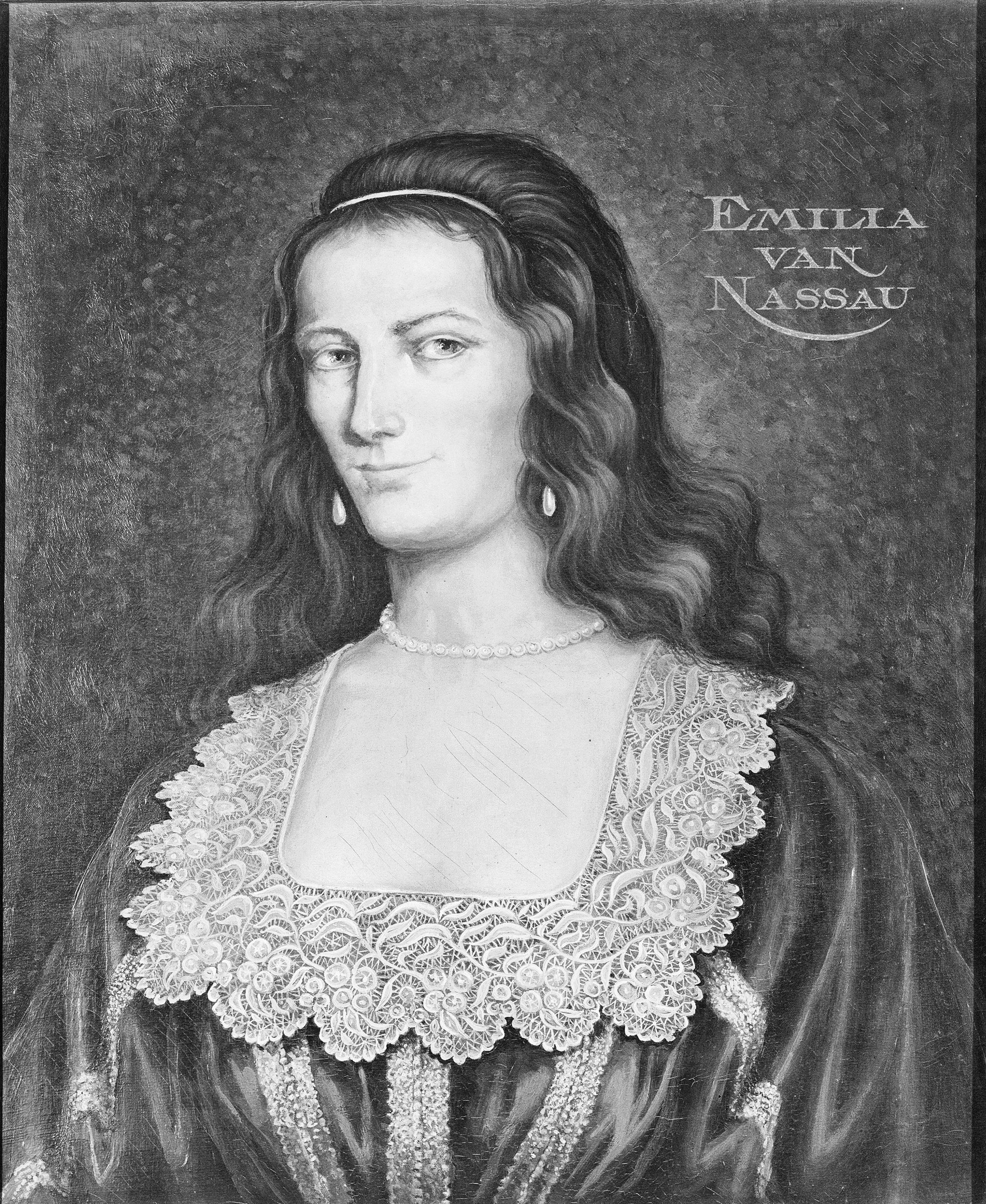
エミリア・ファン・ナッサウ

エミリア・ファン・ナッサウ（Emilia van Nassau, 1569年4月10日 - 1629年3月16日）は、オランダ総督・オラニエ公ウィレム1世と2度目の妃アンナ・ファン・サクセンの末娘。ケルンで生まれた。

## 生涯
母アンナの不貞が明るみに出ると、姉アンナや兄マウリッツらとともに母から引き離され、父方の叔父ナッサウ＝ディレンブルク伯ヨハンにディレンブルク（現在のドイツ・ヘッセン州）で養育された。のち、デルフトで父と暮らしたり、姉アンナとフリースラントに住んだ。
父の死後、兄マウリッツが総督を務める宮廷でエミリアは女主人となった。そこで、フェリペ2世に敗れたポルトガル王位請求者ドン・アントニオの庶子ドン・マヌエルと出会った。彼女は1597年にマヌエルと秘密裡に結婚し、カトリックに改宗した。マウリッツは妹の結婚に強固に反対し、妹を10年間宮廷から追放した。2人が和解したのは、マウリッツが死の床についてからであった。
エミリアはマヌエルとの間に10子をもうけた。2人は、エミリアがプロテスタントに回帰したため、のちに別居した。エミリアはジュネーヴで死んだ。

## 子女
夫マヌエルとの間に2男8女の計10人の子女をもうけた（子供たちの名前はオランダ語で表記する）。
- 長女（1598年 - 1602年）
- マリア・ベルヒカ（1598年 - 1647年） - 1629年にスイス人貴族のジャン・テオドール・クロル・ド・プランジャン男爵（? - 1647年）と結婚。夫はパルマ公オドアルド1世に仕える海軍大佐、艦長。
- エマヌエル・アントン（1600年 - 1666年） - ベージャ公、ポルトガル公、オランジュ公領総督。1646年にヨハンナ・フォン・ハーナウ＝ミュンツェンベルクと結婚し、4人の娘をもうける。
- 三女（1602年 - 1603年）
- エミリア・ルイーゼ（1603年 - 1670年）
- ローデウェイク・ウィレム・クリストフェル（1604年 - 1660年） - トランコーゾ侯爵、オラニエ公マウリッツの近衛隊長。1631年にナポリ貴族の娘アンナ・マリーア・ディ・カペチェ＝ガレオッティと結婚し、2人の息子をもうける。
- アンナ・ルイーゼ・フリージア（1605年 - 1669年）
- ユリアナ・カタリーナ（1607年 - 1680年）
- マウリティア・エレオノーラ（1609年 - 1674年） - 1647年にナッサウ＝ジーゲン侯ゲオルク・フリードリヒと結婚。
- サビーナ・デルフィカ（1612年 - 1670年）